# Mascotte
Mascotte är en stad (city) i Lake County, i delstaten Florida, USA. Enligt United States Census Bureau har staden en folkmängd på 5 175 invånare (2011) och en landarea på 29,5 km².